# Gerhard von Mutius
Gerhard von Mutius (né le 6 septembre 1872 à Gellenau, arrondissement de Glatz et mort le 18 octobre 1934 à Berlin) est un diplomate allemand.

## Biographie

### Origine
Gerhard est issu de la 1re lignée de la famille noble von Mutius. Il est le second fils du capitaine de cavalerie prussien et seigneur d'Altwasser et de Gellenau, Hans von Mutius (1825–1883) et de sa femme Gerta, née von Bethmann Hollweg (1831–1896), fille du député Moritz August von Bethmann-Hollweg. Ses frères aînés sont le lieutenant-général prussien Albert von Mutius et le major-général prussien Maximilian von Mutius.

### Carrière
Il est né au château de Gellenau dans le comté de Glatz, qui appartient à la famille depuis 1788. Il y passe son enfance et dans le domaine familial d'Altwasser. Après avoir obtenu son diplôme d'études secondaires en 1893, il étudie le droit aux universités de Fribourg, Leipzig et Berlin. En 1896, il réussit l'examen de stage à la cour d'appel de Berlin. Il entame alors une carrière dans la fonction publique au tribunal de district de Lewin. Après son service militaire dans le 4e régiment de dragons (pl) de l'armée prussienne, il entre dans le service diplomatique. En 1903, il est attaché d'ambassade à Paris puis dans la même qualité à Saint-Pétersbourg en 1904/05. En 1906/07, Mutius travaille comme fonctionnaire ministériel à la Chancellerie du Reich à Berlin, devient conseiller d'ambassade à Pékin en 1908, à Paris en 1909 et à Constantinople en 1911. En 1914, il retourna à Saint-Pétersbourg en tant qu'envoyé diplomatique spécial et est envoyé diplomatique auprès du gouvernement général à Varsovie pendant la Première Guerre mondiale en 1915/17. Cela est suivi par les assignations suivantes :
- 1918-1920 Envoyé allemand à Oslo
- 1921 Représentant diplomatique à la Commission de la Paix à Paris
- 1920-1921 président de la délégation allemande pour la paix, puis chef de département au ministère des Affaires étrangères
- 1923-1927 Envoyé allemand à Copenhague
- 1927-1931 Envoyé allemand à Bucarest
- 1931 Plénipotentiaire du Reich allemand à la Société des Nations à Genève

Malgré son travail exigeant de diplomate, il écrit de nombreux livres et traités philosophiques. Il est un cousin du chancelier libéral Theobald von Bethmann Hollweg.

## Publications
- Der Schwerpunkt der Kultur. Verlag Reichl, Darmstadt 1919.
- Ostasiatische Pilgerfahrt. Aus dem Tagebuch einer Reise nach China und Japan 1908/09. (= Schriftenreihe der Preußischen Jahrbücher. 2). Stilke, Berlin 1921 (Digitalisat)
- Gedanke und Erlebnis. Umriß einer Philosophie des Wertes. Verlag Reichl, Darmstadt 1922.
- Jenseits von Person und Sache. Skizzen und Vorträge zur Philosophie des Persönlichen. Bruckmann-Verlag, München 1925.
- Zur Mythologie der Gegenwart. Gedanken über Wesen und Zusammenhang der Kulturbestrebungen. München 1933.
- Die drei Reiche. Ein Versuch philosophischer Besinnung. Weidmannsche Buchhandlung, Berlin 1916.
- Das Lob der kleinen Stadt. Ein Portrait des Städtchens Lewin. In: Zeitwende. München 1926.
- Abgeschlossene Zeiten. Autobiographie, erschienen im Selbstverlag, Hermannstadt 1926.